# Pierolapithecus
Pierolapithecus catalaunicus là một loài linh trưởng tuyệt chủng sống cách đây khoảng 13 triệu năm vào thế Miocene, ở nơi hiện nay là Hostalets de Pierola, Catalonia. Nó được cho rằng là tổ tiên của con người và các loài vượn người khác, hay ít nhất là gần với tổ tiên của con người nhất mà chúng ta biết.
Loài này được phát hiện bởi nhóm khảo cổ Catalan của Salvador Moyà-Solà vào tháng 12 năm 2002. Phát hiện được công bố lần đầu tiên trên tạp chí Science vào ngày 19 tháng 11 năm 2004. Pierolapithecus thích ứng với đời sống trèo cây.
Giả thuyết rằng loài này là tổ tiên của người và vượn lớn bị tranh cãi vì chúng sống ở bán đảo Iberia, trong khi tất cả các loài vượn lớn sống ở Đông Nam Á hay châu Phi, và châu Phi là nơi sảy ra hầu hết quá tiến hóa của người. Tuy nhiên, Địa Trung Hải trong quá khứ từng phình to và thu nhỏ, và Pierolapithecus có thể đã sống ở hai lục địa.